# Delicious
Delicious (estilizado del.icio.us) foi uma plataforma online de social bookmarks, para armazenamento, compartilhamento, e pesquisa de sites favoritos, desenvolvido por Joshua Schachter e entrou no ar no final de 2003. Em 2011 tornou-se propriedade da AVOS Systems, empresa dos fundadores do YouTube: Chad Hurley e Steve Chen.
Oferecia um serviço on-line, que permite adicionar e pesquisar bookmarks sobre qualquer assunto. Mais do que um mecanismo de buscas para encontrar o que se quer na web, é uma ferramenta para arquivar e catalogar os sites preferidos para acessá-los de qualquer lugar. Serviços similares, de compartilhamento de links favoritos, costumam ser conhecidos pelo termo inglês "social bookmarks".
Era possível compartilhar bookmarks com os amigos e visualizar os favoritos públicos de vários membros da comunidade. Além disso, o Delicious pode ser usado para criar listas de presentes, para acompanhar web-sites que tem conteúdo e links dinâmicos, e ainda para pesquisas sobre qualquer assunto.
Em junho de 2017, Delicious foi adquirido pela Pinboard, sendo desativado em favor do plano pago da plataforma.

## Uso
O Delicious possui uma barra de ferramentas que facilita o uso do site. Depois de instalada no navegador, aparecerão dois ícones: um, representado pelo ícone do Delicious, é um link para a página oficial do serviço ou para a página inicial de favoritos do usuário "logado" atualmente; o outro, uma etiqueta com o nome tag, deve ser usado para adicionar páginas aos favoritos. Ao usar a função TAG THIS da extensão, surgirá uma pop-up pedindo a descrição o site e crie tags para ele. Em vários navegadores, é possível adicionar dois links na barra de favoritos, os quais realizam o mesmo que os ícones da extensão: adicionar páginas aos favoritos; e entrar na página inicial de links ou na página inicial do serviço.

## História
Em setembro de 2003, Joshua Schachter coloca no ar a primeira versão do Delicious.
O Delicious foi mantido pelo Yahoo! de 9 de dezembro de 2005 até o mês de julho de 2011, quando os novos donos, Chad Hurley e Steve Chen, fundadores do YouTube e donos da companhia AVOS Systems, passaram a tomar conta do serviço.
Em setembro de 2011, é lançada a versão 3.0 do Delicious pela AVOS, apresentando uma nova proposta de design e desativando alguns recursos das versões anteriores. Vale também destacar que com a tendência de uso do # no Twitter, os desenvolvedores do delicious também começaram a utilizar as hashtags nas mensagens.